# Balschwiller
Balschwiller (deutsch Balschweiler) ist eine französische Gemeinde mit 736 Einwohnern (Stand 1. Januar 2022) im Département Haut-Rhin in der Region Grand Est (bis 2015 Elsass). Balschwiller liegt im Arrondissement Altkirch und ist Mitglied des Gemeindeverbandes Sud Alsace Largue.
Die Gemeinde Balschwiller liegt an der Largue und ihrem Zufluss Soultzbach sowie am Rhein-Rhône-Kanal im Sundgau, sechs Kilometer nördlich von Dannemarie.

## Geschichte
Erste Erwähnung 728 als Baltowillare. Bis 1324 gehörte der Ort zur Grafschaft Pfirt, kam dann durch die Heirat der Johanna von Pfirt mit Albrecht II. von Österreich an Habsburg. Mit der Abtretung des elsässischen Besitzes der Habsburger im Westfälischen Frieden 1648 an die Krone Frankreichs wurde Balschwiller französisch. Das Schloss der Herren von Balschwiller wurde 1780 abgebrochen (einstiger Standort bei der Kirche, das Pfarrhaus wurde auf Mauern von Gebäulichkeiten des Schlosses errichtet).
Das Dorf wurde 1474 wurde durch die Söldner des Stefan von Hagenbach (des Bruders des burgundischen Landvogts) verwüstet.
Von 1871 bis zum Ende des Ersten Weltkrieges gehörten Balschweiler und der heutige Ortsteil Überkümen (heute Ueberkumen) als Teil des Reichslandes Elsaß-Lothringen zum Deutschen Reich und waren dem Kreis Altkirch im Bezirk Oberelsaß zugeordnet. Im Ersten Weltkrieg lag Balschwiller zeitweise in der Frontlinie und erlitt 1915 schwere Kriegsschäden.
Am 26. September 1972 wurde Ueberkumen nach Balschwiller eingemeindet.

### Bevölkerungsentwicklung
| Jahr      | 1910 | 1962 | 1968 | 1975 | 1982 | 1990 | 1999 | 2007 | 2019 |
| --------- | ---- | ---- | ---- | ---- | ---- | ---- | ---- | ---- | ---- |
| Einwohner | 726  | 529  | 553  | 542  | 600  | 669  | 762  | 824  | 731  |

## Wappen
Wappenbeschreibung: In Rot ein durchgehendes goldenes Andreaskreuz.

## Sehenswürdigkeiten
- Die in den schlichten klassizistischen Formen der Louis-Philippe-Zeit errichtete Sankt Morand-Kirche von 1848 wurde nach der Zerstörung im Ersten Weltkrieg wieder aufgebaut. Altaraufbauten und gediegene Wandverkleidung des Chorraumes in klassizistischen Formen aus den Zwanzigerjahren des 20. Jahrhunderts. Haupt- und rechter Seitenaltar besitzen Gemälde von René Kuder. Moderne Fresken von Ortigari mit Szenen aus dem Leben Jesu. Farbig gefasste Holzfiguren um 1500, die Heiligen Stefan, Oswald und Lorenz, konnten vor der Zerstörung 1915 gerettet werden.
- In der Friedhofskapelle ein Ölberg um 1500 und die barocke Steinskulptur eines Heiligen.
- Aus dem 19. Jahrhundert stammendes, restauriertes Lavoir (Waschhaus), die Überdachung eine Gusseisenkonstruktion.
- einige Sundgauer Fachwerkhäuser. Beispiel: 31 rue du 27 Novembre: (vielleicht um 1600) Altertümlich weitabständiges Fachwerk, in der im Sundgau dominierenden Stockwerkbauweise. Giebel mit Halbwalm und Wetterdächlein. Backofenanbau an der Straßenseite.  Ausnahmsweise traufständig zur Straße.( Abb. s. u.) Dagegen Nr. 37 (um 1800) mit regelmäßigem, mehr auf Symmetrie bedachtem Fachwerk.  - An der Rue de Mulhouse Haus Nr. 17 noch in der altertümlichen Ständerbauweise mit einer traufwandhohen Langstrebe auf der Giebelseite. Altertümlich auch der Halbwalm (statt des üblichen Krüppelwalms).  - Haus Nr. 19 an der Rue du 27 Novembre in Stockwerkbauweise, 1778 erbaut, im 19. Jahrhundert  verändert, besitzt ein sehr symmetrisches, engmaschiges Giebelfachwerk mit zu einem Rautenmuster kombinierten Andreaskreuzen. Segmentbogenfenster im Erdgeschoss.- Nr. 2 Rue des Vosges ein typisches Haus des 19. Jahrhunderts (1842) mit regelmäßigem, engmaschigem, symmetrischem Fachwerk und Segmentbogenfenstern.
- Schulhaus, heute Mairie. Einfacher Satteldachbau mit Ecklisenen, Rundbogenfenstern im Erdgeschoss und zwei Rundbogenportalen in der Gebäudemitte. Mitte 19. Jahrhundert.

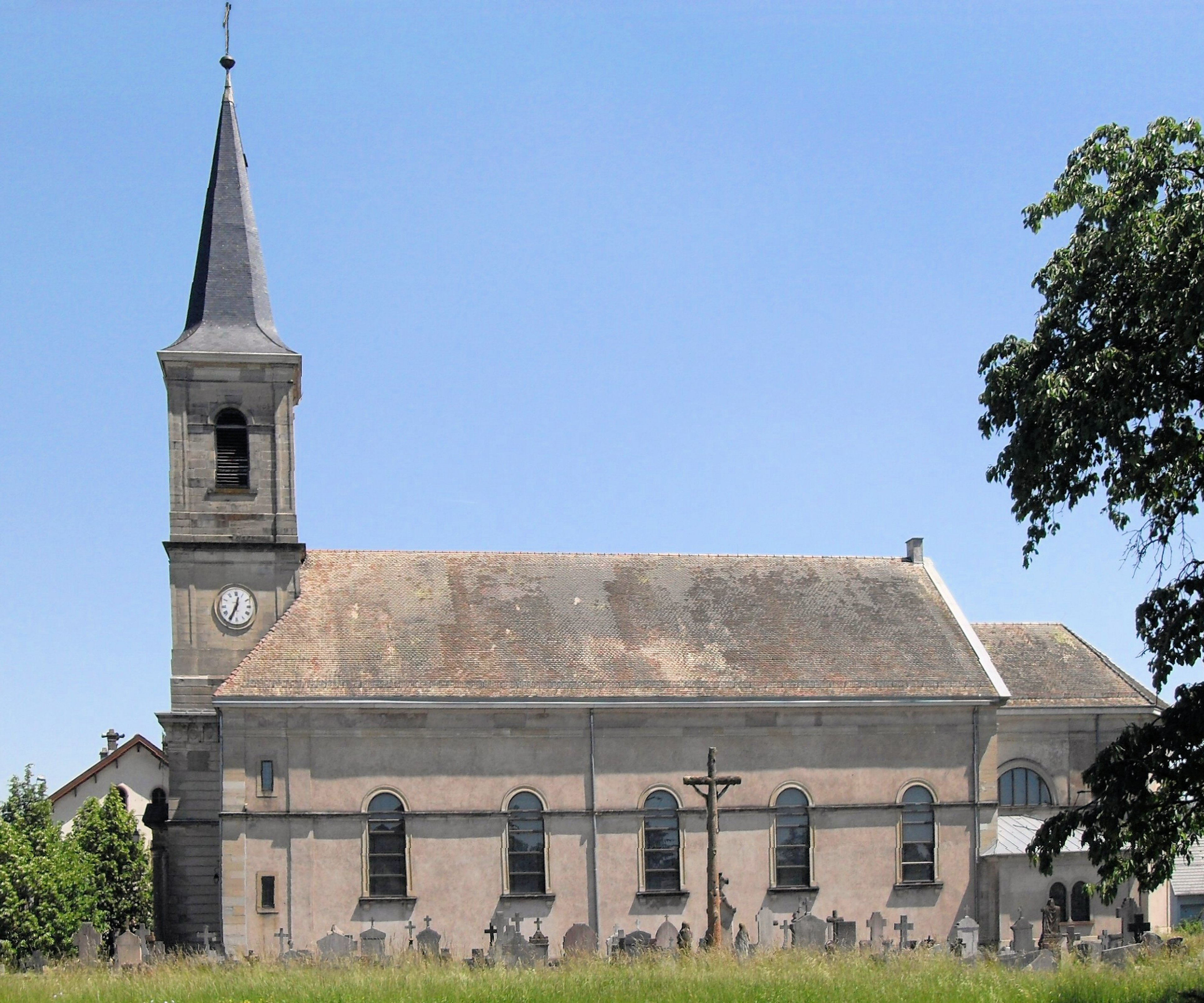
Kirche St. Morandus
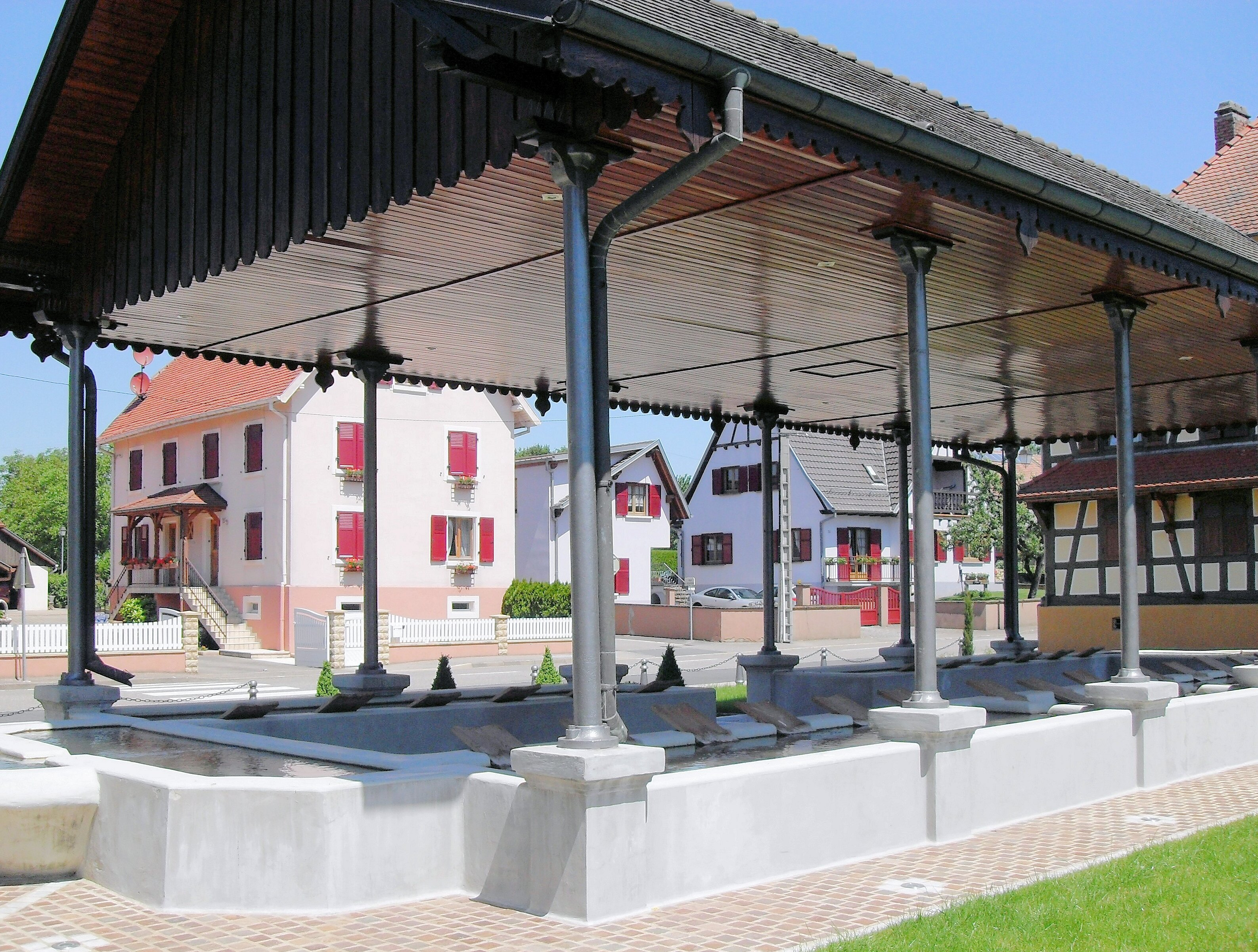
Renoviertes, ehemaliges öffentliches Waschhaus (Lavoir)
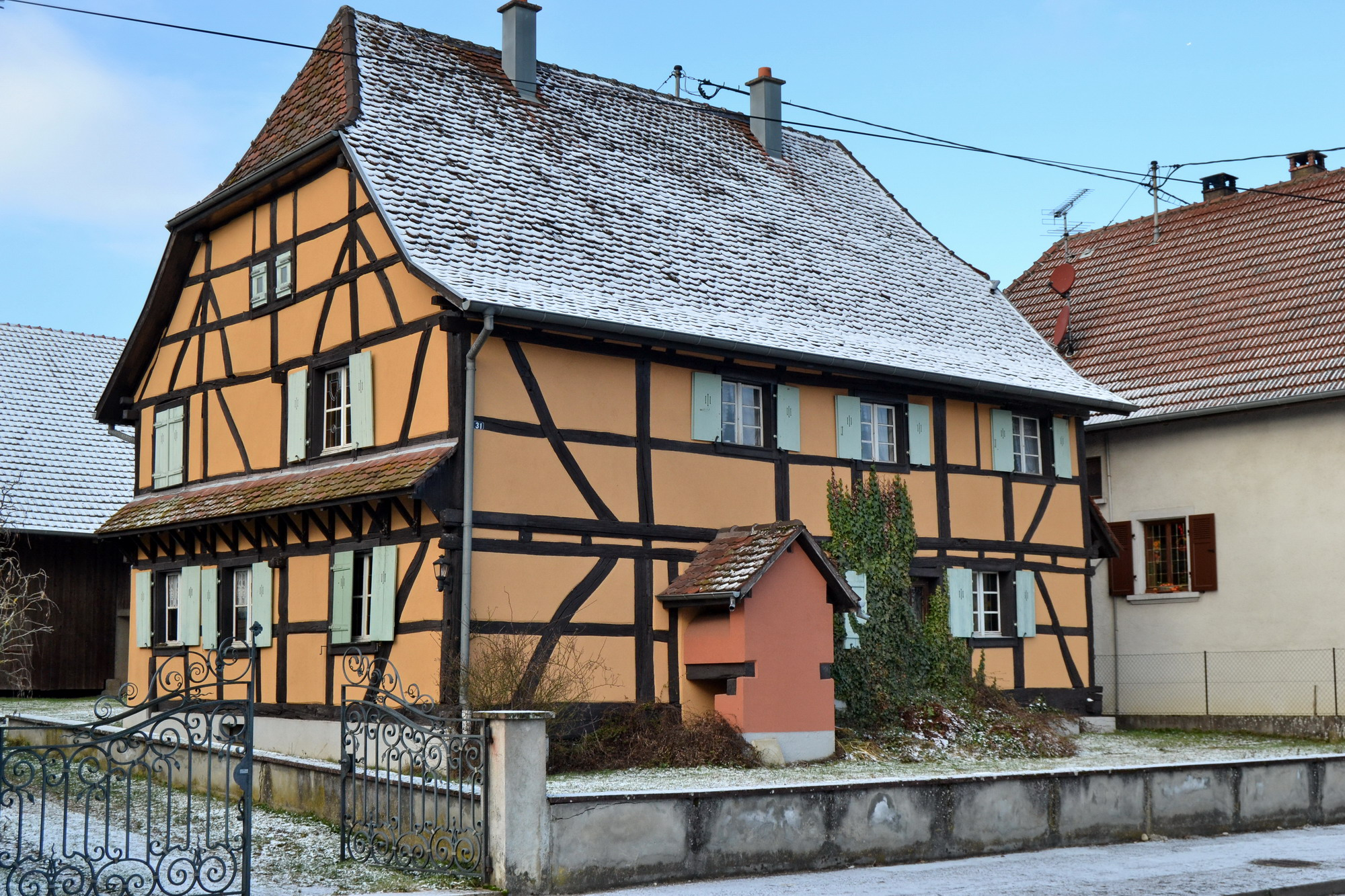
Fachwerkhaus mit Backofen